# 貝爾維尤 (喬治亞州)
貝爾維尤（英語：Bellview）是位於美國喬治亞州米勒縣的一個非建制地區。該地的面積和人口皆未知。

## 地理
貝爾維尤的座標為31°12′N 84°36′W / 31.2°N 84.6°W，而該地的平均海拔高度為43米（即141英尺）。